# Team Sleep
 (août 2010).
Team Sleep est un projet parallèle de musiciens officiant dans plusieurs groupes, principalement dans le style du metal. Créé en 1994 par Chino Moreno, le chanteur de Deftones, Team Sleep regroupe le guitariste Todd Wilkinson, le bassiste Rick Verett, le batteur Zach Hill (membre de Hella) et DJ Crook.

## Historique
Team Sleep débute comme de simples jams entre deux amis guitaristes, Chino Moreno et Todd Wilkinson. Puis DJ Crook, une connaissance, les rejoint. Le groupe évolue à mesure que Chino progresse en tant que chanteur. En 2000, six ans après leurs premières mesures communes, le trio enregistre douze morceaux avec Terry Date, dans un studio de Seattle. En l'absence de batteur, c'est DJ Crook qui programme quasiment toutes les pistes de batterie. Peu après, Zach Hill, batteur du groupe Hella, enregistre quelques morceaux avec Wilkinson et rejoint la formation, pendant que Moreno tourne avec Deftones. Fin 2001, le bassiste Rick Verrett, de Tinfed, s'intègre au groupe, qui donne ses premiers concerts sous le nom de Team Sleep.
Le réel envol du groupe se fait donc au cours de 2001, année de la sortie de l'album White Pony de Deftones. Le label Maverick Records décide en effet de signer Team Sleep, dont les morceaux reprennent le style de certaines chansons du populaire White Pony : un son flottant, une voix calme et des guitares rythmiques, très peu solistes.
En 2002, des versions inachevées de morceaux de ce qui aurait pu être le premier album du groupe sont diffusées sur internet, puis par plusieurs radio américaines. Cette mésaventure semble geler l'activité du groupe : Moreno décide de se concentrer sur le quatrième album de Deftones, et les autres membres jouent peu ensemble. Mais en 2003, le groupe reprend le chemin des studios d'enregistrement, et le single The Passportal figure sur la bande originale du film Matrix Reloaded.
Tandis que Moreno reprend une tournée avec Deftones, Wilkinson, Hill et DJ Crook se lancent dans l'enregistrement de plusieurs morceaux avec le producteur Greg Wells. Diverses phases d'enregistrement se succèdent selon les disponibilités de Moreno, qui ne rechigne pas à venir travailler avec son ami Wilkinson de façon plus posée qu'avec Deftones, dont le succès continu exerce une forte pression sur le chanteur. Ce n'est qu'en mai 2005 que sort le premier album de Team Sleep, propulsé par le single Ever (Foreign Flag).
Le vendredi 3 février 2012, Chino était à Sacramento pour promouvoir son nouveau side project Crosses. Lors d'une interview sur les ondes de la radio 98 Rock, il fut interrogé quant à l'avenir du groupe. Il déclara alors : « Team Sleep est toujours vivant » et que lui et les membres du groupe « n'avaient pas eu l'opportunité de jouer ensemble depuis un long moment mais que cela changerait très prochainement » (« Team Sleep is still Very Much alive [...] We have not had the opportunity to make music together in a long time, but that will soon change. »)
Le 20 août 2014, Chino a annoncé via facebook la sortie du deuxième album de Team Sleep prévue pour la fin d'année.

## Membres
- DJ Crook : platines, beat
- Zach Hill : batterie
- Chino Moreno : voix, guitare
- Rick Verrett : basse
- Todd Wilkinson : guitare